# 清水商事
清水商事株式会社（しみずしょうじ）は、かつて新潟県新潟市中央区に本社を置き、同市でスーパーマーケットチェーン「清水フードセンター」（しみずフードセンター）を展開していた企業である。
2023年3月1日、イオンリテールに吸収合併された。「清水フードセンター」の屋号は同社のブランドとして継続される。

## 概要
1947年、新潟市古町通（現中央区）に食料品店「大和食品マート」を開業。1957年に本州日本海側初のセルフサービス型スーパーマーケット「清水フードセンター古町店」を開店するなど、県内のスーパー各社の中では老舗の一社であり、「清水フード」もしくは単に「清水」「シミフー」と呼ばれるなど市民に親しまれている。
また県内他社に先駆け、店舗形態の多角化も進めた。1971年には大型店舗の展開を開始。スーパーを核店舗として、建物内に複数のテナントを配するショッピングセンターを新潟市近郊で展開した。また1972年からはフランチャイズチェーンによる小規模店舗の展開を開始し、加盟店は現在も新潟県内各地に所在する。なお、かつてサトウ食品が展開していたスーパーマーケット「パワーズフジミ」の前身である「フジミショッピングセンター」も、当初は清水フードと提携して起業されたものである（その後、提携関係は解消し、サトウ食品の単独経営に移行。なおパワーズフジミの事業は2007年12月をもって宮城県のモリヤに譲渡されたが、2013年5月にパワーズフジミが自己破産を申請し経営破綻したことで事業停止となり、営業していた店舗の一部は同業他社へ売却された）。

### 業績悪化と経営合理化
しかし近年はアクシアル リテイリングやウオロクなど県内の同業各社に加え、イオン、ユニーなど県内へ進出した大手各社とも販売競争が激化。またフランチャイズチェーン各店も、業態が重複する大手コンビニエンスストアと競合するなどしたことから、業績は急速に悪化。2008年2月期の清水商事の単体決算は創業以来初の最終赤字に転落した。
このため同社は、同年7月18日に記者会見を開き、現在の直営26店舗のうち、9月末までに採算が特に悪化している9店舗を閉鎖し、さらに三条市の100%子会社「フクヤ」が運営する6店舗を県内の同業企業へ譲渡して清算し、さらにフランチャイズチェーンについても運営方法を見直すことなどを柱とした経営合理化策を発表した。同社は今後これらの合理化策を進め、2010年2月期の黒字化を目指すとした。
だが、2009年2月期の単体売上高は約190億円で、2期連続の最終赤字を計上。メインバンクの大光銀行も含めた金融機関からの借入総額は60億円に上った。同年8月「さらに改革スピードを上げるため」（同社側談）、同行に対し8億円の債権放棄と経営陣への人材派遣を求めるなど経営支援を求め、同行常務の高野力三が顧問として入社し、8月28日付で代表取締役社長に就任した（以降2014年8月現在、4代連続で代表取締役社長に大光銀行出身者が就任）。また、前年閉鎖した9店舗のうち自社物件4店舗の売却も進め、同年夏までに笹口店（笹口ショッピングセンター）を除く3店舗を売却した。その笹口店は築30年超と老朽化が著しかったこともあって売却の目途が立たず、9月から建物の撤去を行い更地化して売却することが決まった。笹口店の跡地は市内の不動産各社が共同で買収し、翌2010年に分譲住宅地「駅南まちなかニュータウン」が造成された他、三井ホームの新潟県および北陸地方3県の総代理店である北新越ホームの本社が新築移転した。
この際、当面の間は新たな店舗閉鎖は行わない方針を示したが、2010年1月には青山店（青山ショッピングセンター）を全面改装のため一時閉店（4月再オープン）した他、新潟市東区山の下地区内で商圏が重複する2店のうち、秋葉店を2月28日をもって閉店し店舗統合を行う他、3月1日には清水商事と清水食品の経営統合を実施するなど、さらなる経営合理化が図られていた。

### イオンリテールによる出資・吸収合併

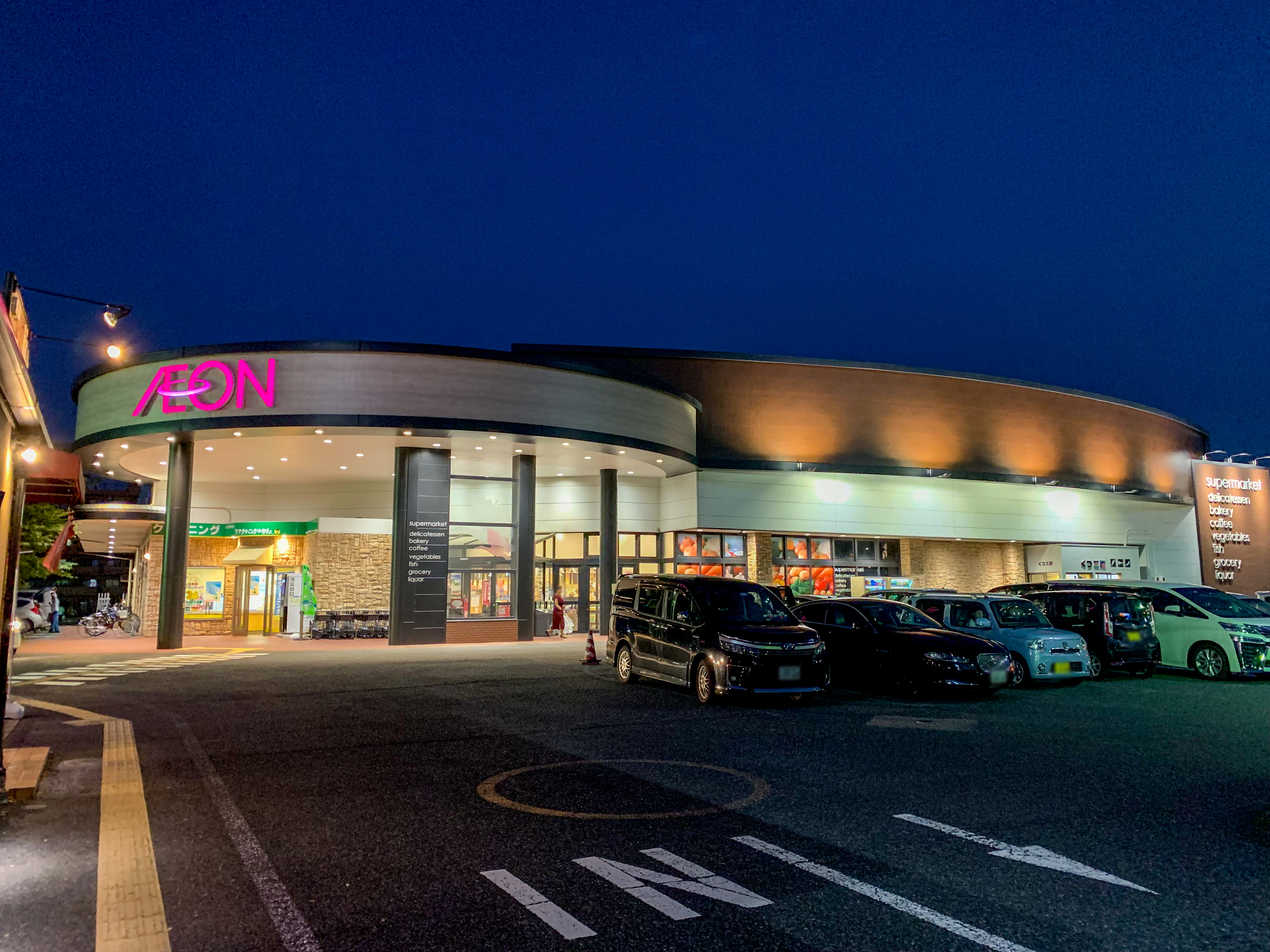
セサミ→パワーズフジミ→マックスバリュ→イオン 笹口店（2019年9月撮影）。

2015年10月14日、イオンリテールと出資引受契約を締結し、イオングループ入り。イオングループ入り後も営業体制や営業基盤、屋号は維持される。また、グループ入り後の取組として、2016年3月26日にイオンリテールがオープンしたイオン笹口店（元々は前述の「パワーズフジミ」として営業していた店舗の一つで、マックスバリュ東北へ譲渡されて「マックスバリュ」に改装・屋号変更後、イオンリテールが引き継いでSM業態の「イオン」として開業した店舗）のデリカデッセンコーナー（惣菜売場）に、当社が手掛ける手作りコロッケ、いかサラダ、ひじきの煮物、藤五郎弁当など20種類が提供される。
2022年9月1日に経営体制の一本化を目的に2023年3月1日付でイオンリテールへ吸収合併することが発表された。

## 沿革
- 1947年10月 - 中島清（創業者）が、新潟市古町通七番町（現・中央区）に食料品店「大和食品マート」を開業。
- 1952年
  - 4月 - 大和食品マートを新潟市流作場（現・中央区万代二丁目、万代シテイ）の新潟交通バスステーションビル（万代シテイバスセンターの前身）内に移転、バスビル内に食料品店と食堂を開店。
  - 11月 - 「清水商事株式会社」の全株式を譲受し、商号を現社名に改称。
- 1957年8月 - 新潟市古町通五番町（新津屋小路角）に、本州日本海側初のセルフサービス方式スーパーマーケット「清水フードセンター古町店」を開店。
- 1961年10月 - 食品加工部門の子会社「清水フード株式会社」設立。
- 1965年12月 - 新潟市紫竹字島通（現・東区南紫竹二丁目）地内に食品工場を開設。
- 1969年4月 - 食品工場隣接地に配送センターを開設。
- 1970年7月 - 新潟市寺尾（現・西区寺尾西一丁目）にショッピングセンター1号店「寺尾ショッピングセンター」オープン。
- 1971年12月 - 新潟市堀之内（現・中央区堀之内南一丁目）に郊外型ショッピングセンター「とやのショッピングセンター」オープン。
- 1972年7月 - フランチャイズチェーン事業を開始。1号店として西蒲原郡黒埼町大字大野（現・新潟市西区大野町）にコンビニエンスストア形式の「清水フードチェーン茂太郎店」オープン。
- 1974年7月 - 清水商事より小売部門を分社化し「株式会社清水フードセンター」設立、清水フードの商号を「株式会社清水食品」に改称。
- 1976年12月 - 新潟市笹口（現・中央区南笹口二丁目）に「笹口ショッピングセンター」オープン。
- 1979年11月 - とやのショッピングセンターを中心とする4つの店舗群「とやのタウン」がグランドオープン、清水フードセンターとやの店を北西側区画の新築店舗へ移転。
- 1985年10月 - 三条市の食品スーパー「株式会社フクヤ」の全株式を取得し、経営参加。
- 1988年3月 - 清水フードセンターと清水商事を経営再統合、清水商事が存続会社となる。
- 2002年12月 - 経営破綻した三条市の食品スーパー「株式会社まるよし」4店舗を、フクヤが継承。
- 2008年8月 - 同年夏に開始された「経営革新計画」に基づき、不採算の直営9店舗（亀田店、水原店、東明店、桜ヶ丘店、桜木店、笹口店、新和店、寺尾店、パコ店）とフクヤの全6店舗（塚野目店、西大崎店、メリア店、大崎店、嵐南店、荒町店）を同月末から翌9月末にかけて順次閉店。フクヤ塚野目店、西大崎店は見附市に本社を置く同業のマルイに譲渡され、加茂市のメリアには同市の食品スーパー「サンゴマート」が、燕市分水地区のパコには柏崎市の「スポット」が「良食生活館」をそれぞれ出店している。
- 2010年3月 - 清水商事と清水食品を経営再統合、清水商事が存続会社となる。
- 2015年
  - 10月 - イオンリテールとの出資引受契約の締結、イオングループ入りを発表した[2]。
  - 10月30日 - イオンリテール出身の塙義明が社長に就任[8]。
- 2016年3月26日 - この日オープンしたイオン笹口店へ惣菜の提供を開始[6]。
- 2019年1月31日 - フランチャイズ店・提携店の加盟契約を全て終え、1972年より開始したFC事業を終了。
- 2020年
  - 4月1日 - レジ袋の無料配布を3月31日をもって終了し、有料化。
  - 7月31日 - 吉田東店（燕市）が閉店。これにより、営業している店舗が新潟市内のみとなる。
- 2022年
  - 9月1日 - 2023年3月1日付でイオンリテールへ吸収合併することを発表[7]。
  - 10月30日 - レジシステムの変更に伴い、当社でのd払い、au Pay、PayPayの取り扱いを終了。
  - 11月29日 - この日をもって「清水フードセンター商品券」の利用を終了。（翌日より払戻しを開始）
- 2023年
  - 2月28日 - この日をもって清水商事としての法人格が消滅。ホームページも閉鎖される。同日、巻店（新潟市西蒲区）が閉店。巻店を除く店舗は「清水フードセンター」の店名を残し、イオンリテールの店舗として3月1日以降も営業が継続される。

## カード
イオングループ入り前から独自のポイントカード「スマイルカード」やFC店・提携店向けの「カトレアカード」が発行されていた。税抜200円毎に1ポイントが付与され、250ポイントで「清水フードグループポイント券（以降、ポイント券）」と交換される（サービス終了まではポイント券には有効期限はなかった）。「スマイルカード」は「清水フードセンター」に限らず、提携する店舗でもポイントの付与が可能となっており、店舗や条件によってはポイント券がもらえる場合があった。ポイント券は3枚で1,000円分のお買物券に交換可能なほか、店頭に設置のカタログ掲載商品との交換や、提携施設での利用も可能であった。また、「スマイルカード」は電子マネー機能も搭載されており、チャージ・支払ともにレジで行う（チャージは直営レジのみ可能であった）。
イオングループ入りに伴い、同グループのイオン銀行が発行するクレジットカード「イオンカード」や、グループの電子マネーWAONの取り扱いを2016年春から順次開始し、同年6月17日に直営店全店舗で利用が可能となった。「スマイルカード」を提示して電子マネーWAONで支払うことが可能で、ポイントは「スマイルカード」・電子マネーWAON両方に付与された。
なお、「カトレアカード」はFC事業の終了に伴って2019年1月31日をもってサービスを終了。「スマイルカード」は電子マネー機能が2018年1月31日、ポイントカード機能が2022年10月30日に順次終了となり、サービス終了となった（サービス終了に伴い、ポイント券3枚での買い物への利用と店頭での商品交換受付は同年11月30日をもって終了、また、同年12月31日まではスマイルカードを粗品に、余ったポイント券を商品にそれぞれ交換するサービスが用意されていた。商品交換については「グリーンスタンプカタログ」からの直接申込のみ継続）。
2022年11月1日よりポイントサービスが他のイオングループ店舗と同じ「WAON POINT」へ移行され、「WAON POINTカード」の発行も開始された。

## 店舗
(2023年2月28日時点)
スーパーマーケット
清水フードセンター … 15店舗
吸収合併前日の2023年2月28日時点で全ての店舗が新潟市内であった（以前は新潟市外にも店舗を展開していたが、2020年の吉田東店閉店以降は全ての店舗が新潟市内となっていた）。
巻店（2023年2月28日閉店）を除く14店舗は合併後も「清水フードセンター」の名称で営業を続け、その後、一部の店舗は閉店や建て替え・改装により「イオンスタイル」へ転換された。
- 黒埼店 - 建て替えのため2024年2月29日をもって閉店、2025年3月18日にフード&ドラッグ(SSM)業態の「イオンスタイル黒埼」として再開業
- 青山店 - 改装により2024年5月30日にSM業態の「イオンスタイル青山西大通」へ屋号・店名を変更
- 西堀店 - 2025年2月24日をもって閉店、近隣に同年3月27日に開業した小型SM業態の「イオンスタイル白山浦」に事実上移転
- 中山店 - 改装により2025年4月25日にSM業態の「イオンスタイル中山」へ屋号変更。

2025年5月時点での店舗数は10店舗となっている。
また、上述の通り2019年1月31日まではフランチャイズチェーンも展開していた。

## 関連会社
- 清水食品
グループ各店で販売される生鮮品・惣菜等の加工調理の他、パンの製造も行っていた。2010年3月1日付で解散し、全業務を清水商事が継承した。
- 清水配送
配送センター・食品工場とグループ各店間の商品等の輸送を担当している。
- フクヤ
清水商事の100%子会社で、三条市を中心に県央地域で食品スーパーを展開していたが、前述の合理化の一環で2008年度中に清算した。